# 蔣奇 (東漢)
蔣奇，東漢末年人物，袁紹部下。官渡之戰時為沮授推薦護送淳于瓊運糧軍，為袁紹拒絕。

## 歷史記載
《三國志袁紹傳》：會紹遣淳于瓊等將兵萬馀人北迎運車，沮授說紹：“可遣將蔣奇別為支軍於表，以斷曹公之鈔。”紹復不從。
《後漢書袁紹列傳》：紹遣淳于瓊等將兵萬餘人北迎糧運。沮授說紹可遣蔣奇別為支軍於表，以絕曹操之鈔。紹不從。　
《後漢書·袁紹傳》：官度之敗，審配二子為曹操所禽。孟岱與配有隙，因蔣奇言於紹曰：“配在位專政，族大兵強，且二子在南，必懷反畔。”郭圖、辛評亦為然。紹遂以岱為監軍，代配守鄴。

## 演義形象
《三國演義》中袁紹答應派出蔣奇，但曹操先行假冒蔣奇攻擊淳于瓊，回程時假冒淳于瓊軍，蔣奇被張遼斬於馬下。

## 動畫遊戲
- 《火鳳燎原》（陳某）:設定於討官渡之戰登場，為袁方親信手下